# Цзун-ин Хюн-Ву Чен-мин-хан
Хюн-Ву Чен-мин-хан (? — 847 год) — третий великий кыргызский каган.

## Биография
Цзунин Хюнву Ченмин хан полностью разбил остатки уйгуров. Установил дружественные отношения с империей Тан, Карлукским каганатом и Тибетом. Настоящее имя этого кагана неизвестно, Цзунин Хюнву Ченмин хан — это титул кагана, присвоенный танским императором У-цзуном. Мраморные таблички с китайскими иероглифами, свидетельствующие об этом были найдены в Хакасии. Является преемником Алп Солагая и предшественником четвёртого кыргызского кагана Инву Ченмин хана. Умер в 847 году.